# Polyardis anomala
Polyardis anomala är en tvåvingeart som beskrevs av Boris Mamaev 1993. Polyardis anomala ingår i släktet Polyardis och familjen gallmyggor. Inga underarter finns listade i Catalogue of Life.